# 27457 Tovinkere
27457 Tovinkere este un asteroid din centura principală de asteroizi.

## Descriere
27457 Tovinkere este un asteroid din centura principală de asteroizi. A fost descoperit pe 5 aprilie 2000 la Socorro, New Mexico, în cadrul proiectului LINEAR. Asteroidul prezintă o orbită caracterizată de o semiaxă mare de 2,67 ua, o excentricitate de 0,04 și o înclinație de 3,1° în raport cu ecliptica.